# Fernando Rech
Fernando Rech (Caxias do Sul, 13 marzo 1974) è un ex calciatore brasiliano.

## Biografia
È padre di Rafael Rech, a sua volta calciatore professionista.

## Caratteristiche tecniche
Poteva giocare sia come attaccante sia come centrocampista.

## Carriera
Nella stagione 2001-02, con i Brisbane Strikers, ha vinto il Johnny Warren Medal come giocatore dell'anno della National Soccer League. Il suo ultimo club è stato l'Adelaide United nella Hyundai A-League australiana. 